# Neripperichal
Neripperichal es una ciudad censal situada en el distrito de Tirupur en el estado de Tamil Nadu (India). Su población es de 53579 habitantes (2011). Se encuentra a 4 km de Tirupur y a 50 km de Coimbatore.

## Demografía
Según el censo de 2011 la población de Neripperichal era de 53579 habitantes, de los cuales 27129 eran hombres y 26450 eran mujeres. Neripperichal tiene una tasa media de alfabetización del 82%, superior a la media estatal del 80,09%: la alfabetización masculina es del 87,88%, y la alfabetización femenina del 75,98%.